# Мухаммаду Масідо
Мухаммаду Масідо(англ. Muhammadu Maccido; 1928–2006) — нігерійський духовний лідер, 19-й султан Сокото.

## Біографія
Народився 20 квітня 1928 року в місті Данге. До часу його народження його батько Сіддік Абубакар ще не був султаном Сокото, він був проголошений султаном у 1938 році. Мухаммаду був старшим сином султана, він допомагав своєму батькові протягом всього п'ятдесятирічного правління Абубакара III. Мухаммаду Масидо був дуже популярний серед жителів Сокото і коли в 1988 році помер його батько, на виборах нового султана він вважався головним претендентом. Однак голова військового уряду Нігерії Ібрагім Бабангіда призначив султаном свого ставленика Хаджи Ібрагіма Дасукі, що призвело до масових протестів на півночі Нігерії. 20 квітня 1996 року Ібрагім Дасукі був усунутий нігерійським військовим диктатором Сані Абача. 21 квітня 1996 року Мухаммаду Масідо став султаном Сокото. Під час свого десятирічного правління Мухаммаду намагався усунути протиріччя в мусульманській громаді Північній Нігерії, поліпшити зв'язки з іншими мусульманськими громадами, і знизити міжетнічне напруження в країні. 
29 жовтня 2006 року Мухаммаду Масідо повертався на літаку додому після зустрічі з президентом Нігерії Олусегуном Обасанджо. Літак розбився невдовзі після взльоту в Абуджі. Разом з Мухаммаду Масідо загинули його син та внук..